# Operakällaren

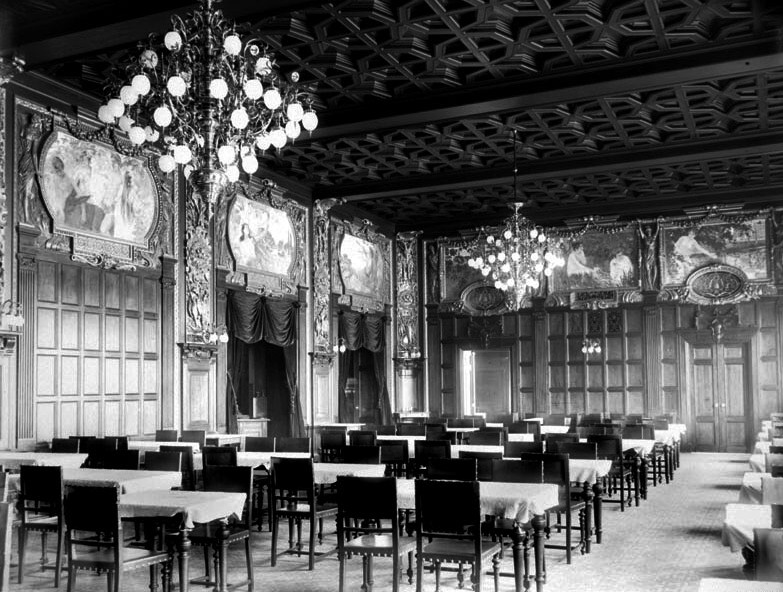
Operakällarens matsal 1895. Foto: Frans Gustaf Klemming

Operakällaren är en restauranganläggning, som ligger i Kungliga Operan på Karl XII:s torg vid Kungsträdgården i Stockholm, granne med Sankt Jacobs kyrka. Den ägs genom Nobis av Alessandro Catenacci.

## Äldre historik

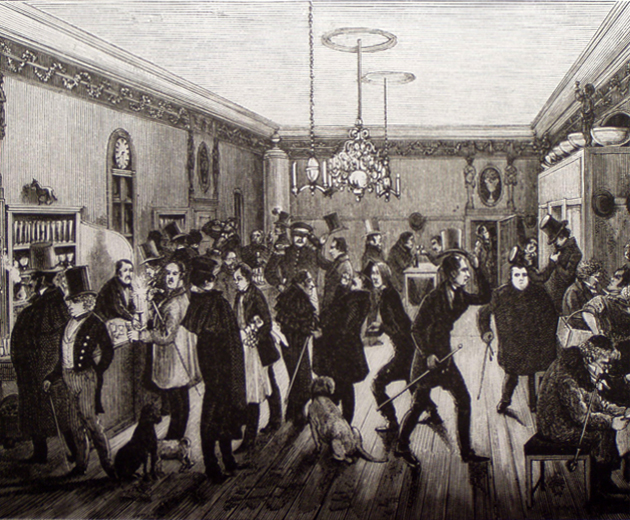
Operakällaren på 1840-talet, Ferdinand Tollin.

Operakällaren öppnades 1787 i det operahus, Gustavianska operahuset, som Gustav III då lät uppföra. I många årtionden var matserveringen i den tämligen torftigt inredda salen endast ett bihang till dryckesvarorna. Gamla "Opris", som stället i vardagslag kallades, upplevde på 1830- till 1840-talen sin gyllene tid som stamhåll för aktörsstaten, andra konstnärer samt skriftställare och politiker. Om förmiddagarna inmundigades där särskilt "stenborgare" (ett slags kryddad spritdryck, som förtärdes med en skorpa som tilltugg och nedsköljdes med ett glas svagdricka). 

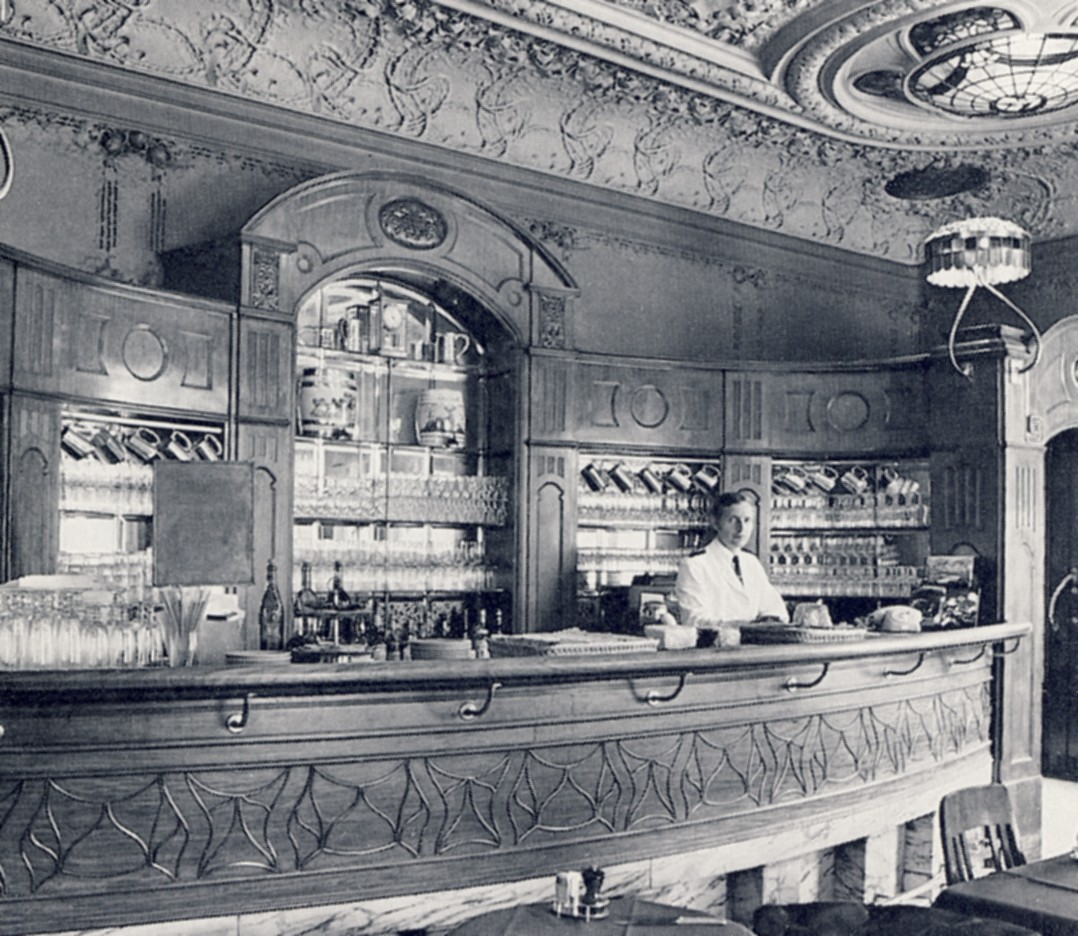
Operabaren omkring 1910

Det var den då mycket populäre operasångaren Karl Stenborg som fick införa sin egen snaps på menyn, brännvin kryddat med socker, pomeransskal, anis och fänkål. Om aftnarna gick där livligt och gemytligt till, och nattliga dryckeslag med kvartettsång o. d. var rätt vanliga, tills förordningen om näringsställenas stängning vid midnatt utfärdades under Jakob Hamiltons överståthållarskap (1848-62). 

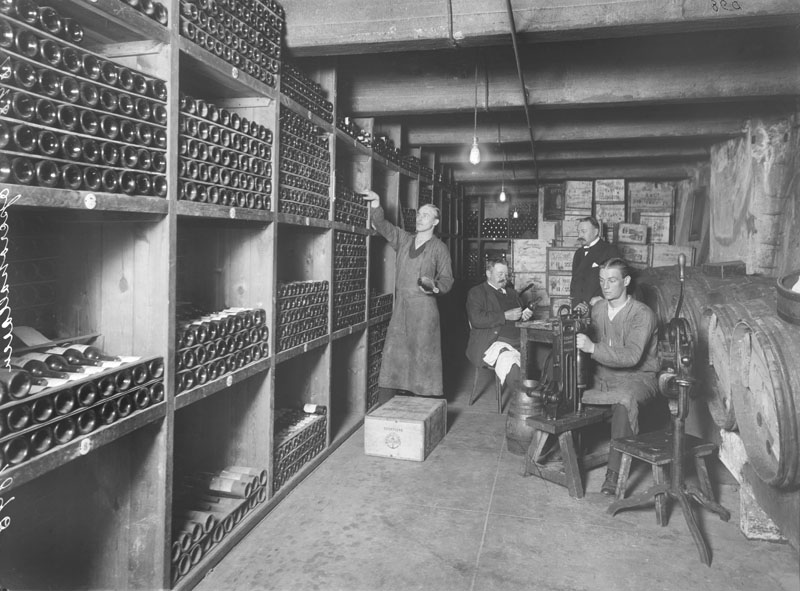
Operakällarens vinkällare 1898

Omkring slutet av 1870-talet förändrades Operakällaren av dåvarande innehavaren Bengt Carlsson till en verklig och fin restaurang. Nu låg det dukar på borden och väggarna var klädda med paneler; Stockholms damer var välkomna och man införde nymodigheten att servera kaffe. Som Strindberg sa: ”Källaren dog och restauranten föddes”. Bevarat från den tiden är den skulpterade väggpanelen i Matsalens ”Bufférummet”. 
I slutet av 1800-talet beslöt man att riva Operan eftersom huset var nedgånget och Wagners och Verdis operor krävde större utrymmen. ”Nya” Operakällaren invigdes den 4 april 1895 i den nybyggda Kungliga operan. Den då berömde målaren Oscar Björck orsakade stor skandal genom att ha dekorerat stora matsalen med ett Bacchuståg av nakna badande kvinnor. Efter upprörda protester från moralivrare som mötte livligt motstånd från bl.a. August Strindberg och Viktor Rydberg, grep kung Oscar II in för att medla och uppmanade konstnären att låta vassen växa, vilket han gjorde under protest. 
Hela restaurangen kallades från början "Terrassen" efter den stora friluftsservering Operaterrassen, som löpte runt halva Operahuset två trappor upp. Café Opera hette på den tiden "Operakaféet" och har då som nu takmålningar av Vicke Andrén. Operabaren öppnades 1905 för att Operakällarens skulle kunna konkurrera med de intilliggande restaurangerna Hotell Rydberg och Grand Hotel och en praktfullare inredning i tidens jugendstil hade inte skådats. Bland stamgästerna fanns såväl Anders Zorn som Albert Engström.

## Yngre historik

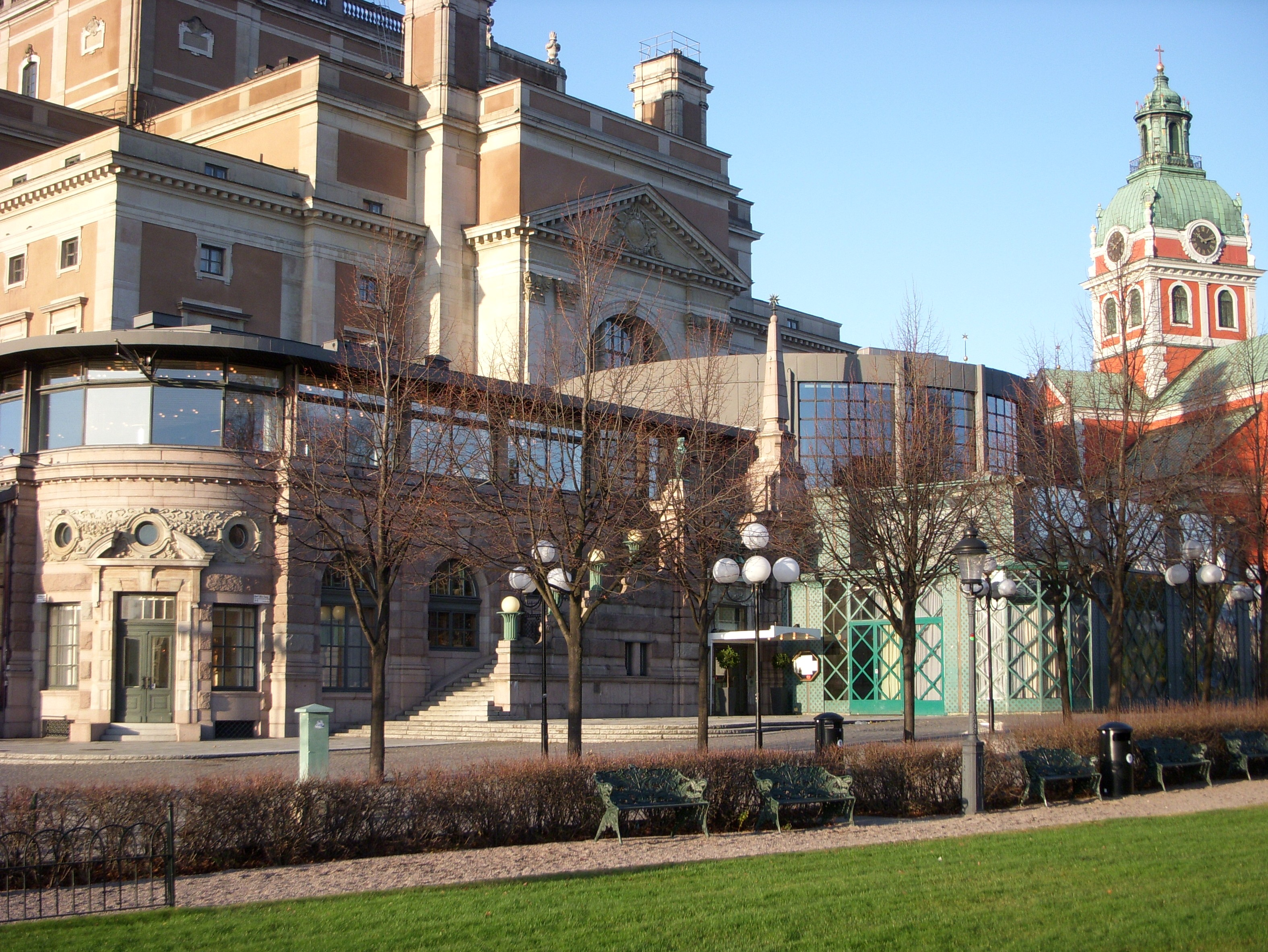
Operakällaren i november 2009

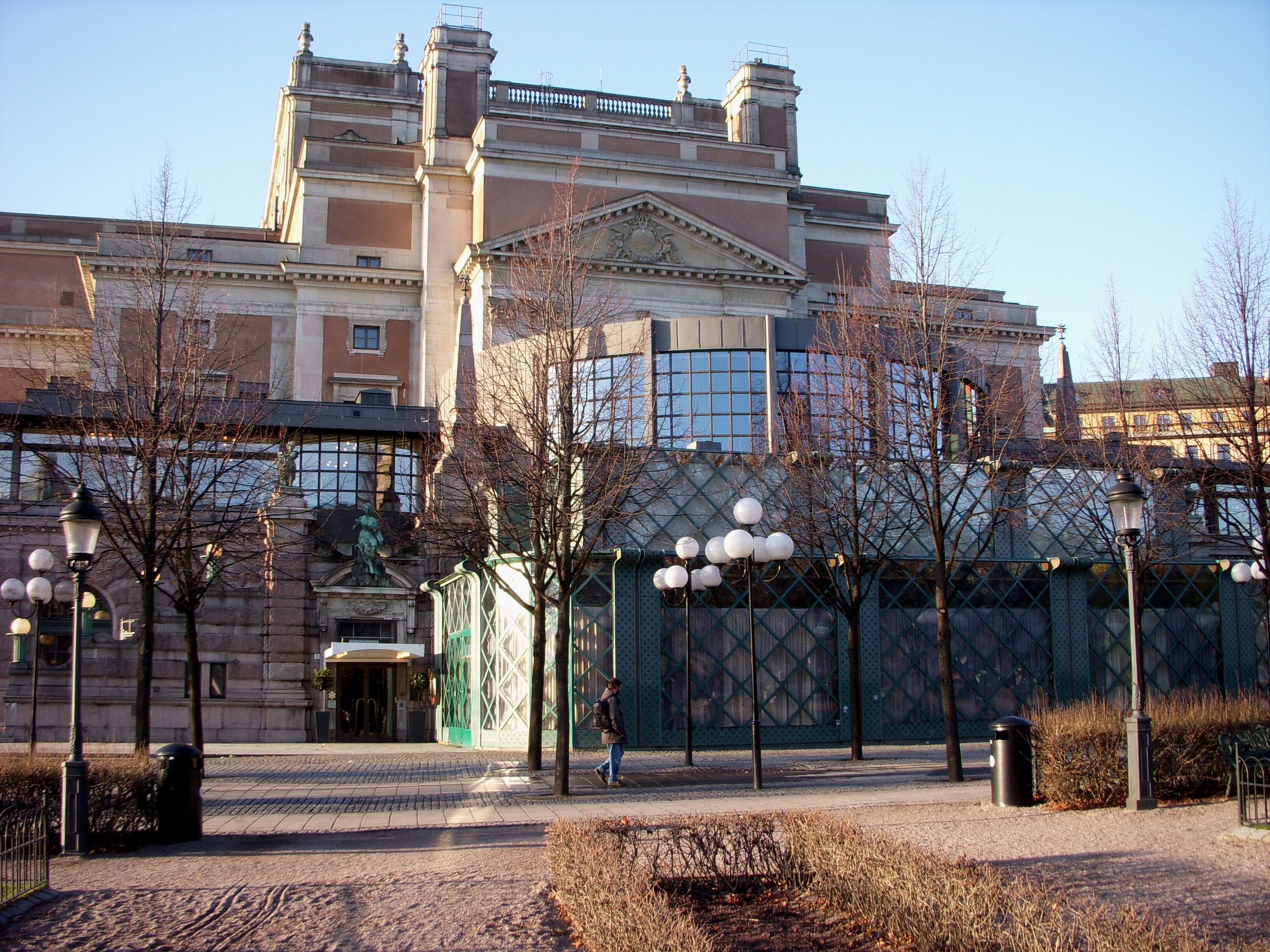
Operakällaren i november 2009

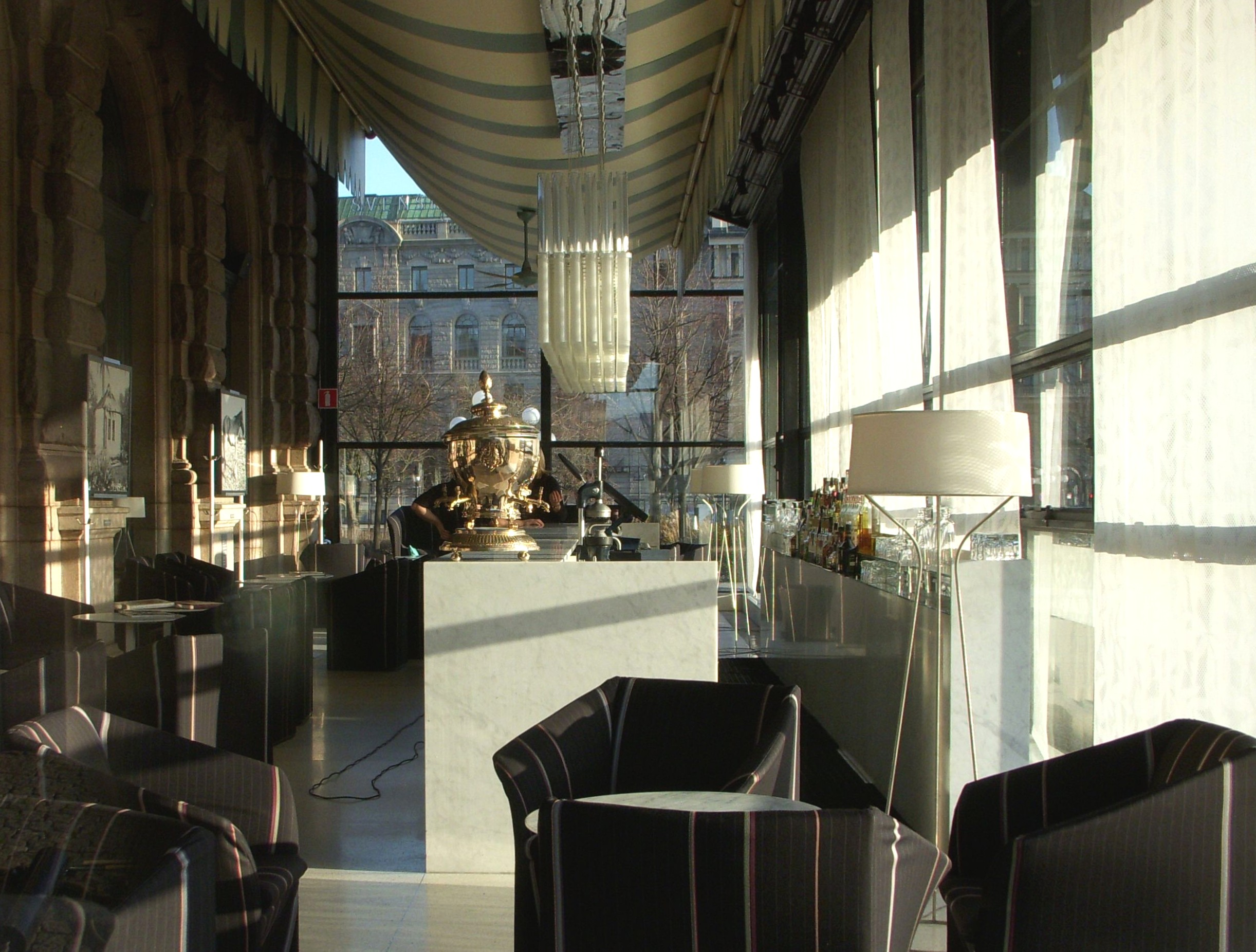
Operakällarens terrass i november 2009

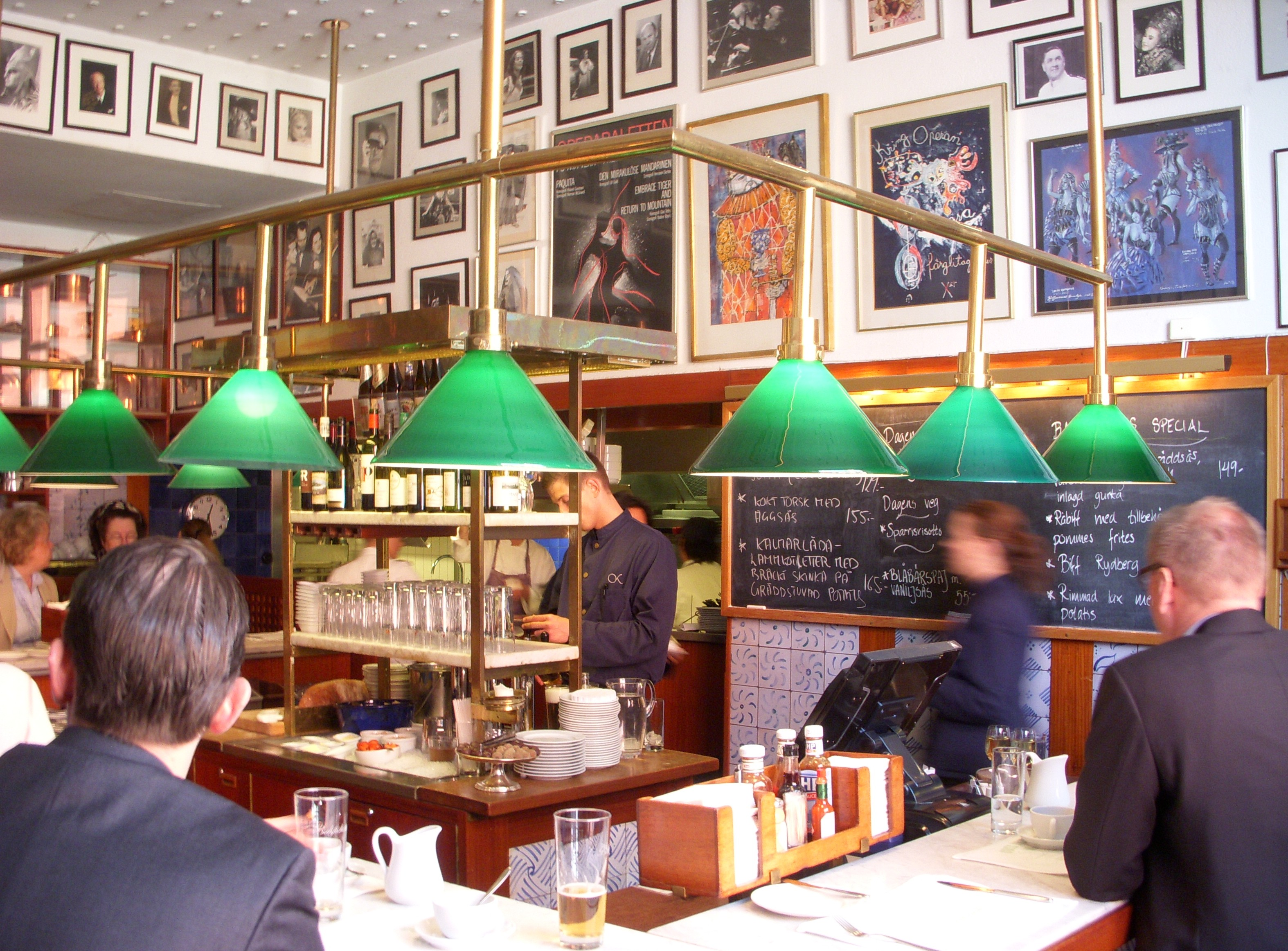
Bakfickans interiör 2010

På 1950-talet var Operakällaren väldigt nedgånget och hade gått med stora förluster i flera år. Stockholms då främste krögare, Tore Wretman, som redan ägde Riche och Stallmästaregården antog utmaningen och fick nationalklenoden ombyggd efter egna önskemål. Det innebar bl.a. ett nytt modernt kök, en vinkällare för stamgästerna och en ny uteservering framför Café Opera (som på den tiden hette Operagrillen) vilken senare byggdes in. Dessutom skapades en ny festvåning genom att man byggde in den hittills öppna terrassen och Bakfickan såg dagens ljus; en liten snabbservering liknande de "bakfickor" Tore Wretman sett på restauranger i New York.
Renoveringen tog sex år varefter Operakällaren öppnades igen 1961.  Ansvariga arkitekter var Peter Celsing och Nils Tesch. Till kökschef utsågs Werner Vögeli som då var andre köksmästare på Grand Hotel. Invigningen den 21 september 1961 blev ett hejdundrande kalas med ett tusental gäster placerade i hela huset. Operans artister och andra underhöll och Karl Gerhard i frack och hög hatt flyttade sig mellan våningarna. Den kostsamma renoveringen blev dock en offentlig skandal och ledde i förlängningen till en omorganisering av statliga Byggnadsstyrelsen.
Tore Wretman drog sig tillbaka 1976 då tre av de anställda tog över ledningen, bland andra Werner Vögeli. Vögeli hade utnämnts till Hovköksmästare 1971 och 1977 till Hovtraktör. 
I augusti 1980 invigdes Café Opera i brasserieform med nattklubb och kasino.
Alessandro Catenacci tog över Tore Wretmanrestaurangerna i december 1987 och Operakällaren drivs nu tillsammans med bland andra Stallmästaregården och Hotel J i Nobiskoncernen.

### Operakällarens Matsal
Operakällarens Matsal har originalinteriör med väggmålningar, förgylld ekpanel, kassettak och takkronor. Med hjälp av stora speglar, nya möbler och armaturer moderniserades restaurangen 2005 av arkitekttrion Claesson Koivisto Rune. Operakällaren är medlem i "Les Grandes Tables du Monde - Traditions & Qualité" - en sammanslutning av restauranger som anser sig höra till världens bästa. Operakällaren tilldelades 1998 en stjärna i Michelinguiden och behöll den till 2010.  Michelins nedgradering kom bara en vecka efter att White Guide å sin sida gett Operakällaren utmärkelsen "Årets Bästa restaurang – Totalupplevelse" och bedömt att den som en av 13 restauranger i Sverige håller "Internationell Mästarklass". 
I 2014 års upplaga av Michelinguiden återfick Operakällaren en stjärna. .
Kökschef är Viktor Westerlind.

### Café Opera
Nattklubb öppnad 1980, och ett av Sveriges mest omtalade nöjesställen. Lokal härstammar från 1895 och har takmålningar av Vicke Andrén.

### Bakfickan
Operakällarens "Bakfickan" ligger i anslutning till Operabaren. En liten krog, "bakficka", med plats för 28 personer, utan bordsbokning. Specialiteten är vällagad husmanskost. På sommaren med uteservering mot Jakobs torg och Kungsträdgården. Bakfickans interiör är ett verk av Peter Celsing, som bland annat utformat möblerna, den karaktäristiska bardisken med små serveringsbord på räls. De handmålade kakelplattorna som pryder väggarna och bardisken är utformade av konstnären Olle Nyman. Sedan invigningen 1962 har miljön bevarats intakt.

### Festvåningar
Därutöver finns det två festvåningar: Operaterrassen och Entresolvåningen, samt Vinkällaren Nobis.

## Medlemskap & utmärkelser i urval
- Kunglig hovleverantör
- Medlem i Traditions & Qualité, Les Grandes Tables du Monde
- En stjärna och fem röda bestick i Guide Michelin
- "Årets Bästa restaurang – Totalupplevelse", White Guide 2010
- "Årets Serviceupplevelse", White Guide 2009
- "Internationell Mästarklass", White Guide 2009 & 2010
- "Svensk Mästarklass", White Guide 2008
- Guldkrog i Sveriges Bästa bord 2001-2008
- "Smakskeden" 2007 av Lilla Sällskapet
- "Årets Miljöupplevelse", White Guide 2006
- American Express Servicepris 2003
- Gastronomiska Akademiens guldmedalj 2003
- Wine Spectator’s ”Best of award of Excellence” 2000, 2001, 2002, 2003
- "Årets affärskrog", Dagens Industri 2002
- Gulddraken, det vill säga Bästa krog i Dagens Nyheter 2001
- Första plats i Gourmets guide ”199 bord” 2000
- Vägarnas bästa krog 2000
- Bästa svenska restaurang (16 p) i GaultMillau 1998